# Punxuat
Punxuat és una possessió del terme municipal d'Algaida a Mallorca. Antigament confrontava a tramuntana amb la Serra de Galdent; al sud, amb terres de la possessió de Galdent del terme de Llucmajor; a llevant, amb altres establits i, a ponent, amb Son Canals. L'origen etimològic del topònim és desconegut i figura en el Llibre del Repartiment de Mallorca amb 12 jovades d'extensió, com a donació que el rei fa als seus cavallers. Durant els segles xvi i xvii la possessió era propietat de la família dels Santacília i era una de les més importants de terme d'Algaida. Des del segle xvii s'han anat fent establiments. L'existència de vinya és coneguda de temps enrere, sobretot en el cadastre de 1625. Abans de l'aparició de la plaga de la fil·loxera, l'any 1891, hi havia a Punxuat nou quarterades de vinya.

## Construccions
Hi ha diverses suposicions que situen a Punxuat l'existència d'un convent de frares mendicants dels cavallers de l'orde de Sant Jordi d'Alfama, establerts a Mallorca poc abans de l'any 1300. Fins a l'any 1927 es conservaren restes d'un edifici de grans proporcions, adossat a la capella que, suposadament, devien formar part del convent. El conjunt estava protegit per una torre de defensa, edificada entre els segles xiii i xiv. El portal inferior que dona entrada a la torre és d'estil gòtic i s'accedeix al terrat superior per una singular escala de caragol. L'actual capella de Punxuat sembla que fou utilitzada, en desaparèixer el culte, com a celler i, recentment, per emmagatzemar palla. En la dècada del 1980 fou restaurat. Destaca, també, un aljub de grans dimensions totalment excavat dins la roca viva, té una cabuda de 400 tones d'aigua i està cobert de volta.

## Restes arqueològiques

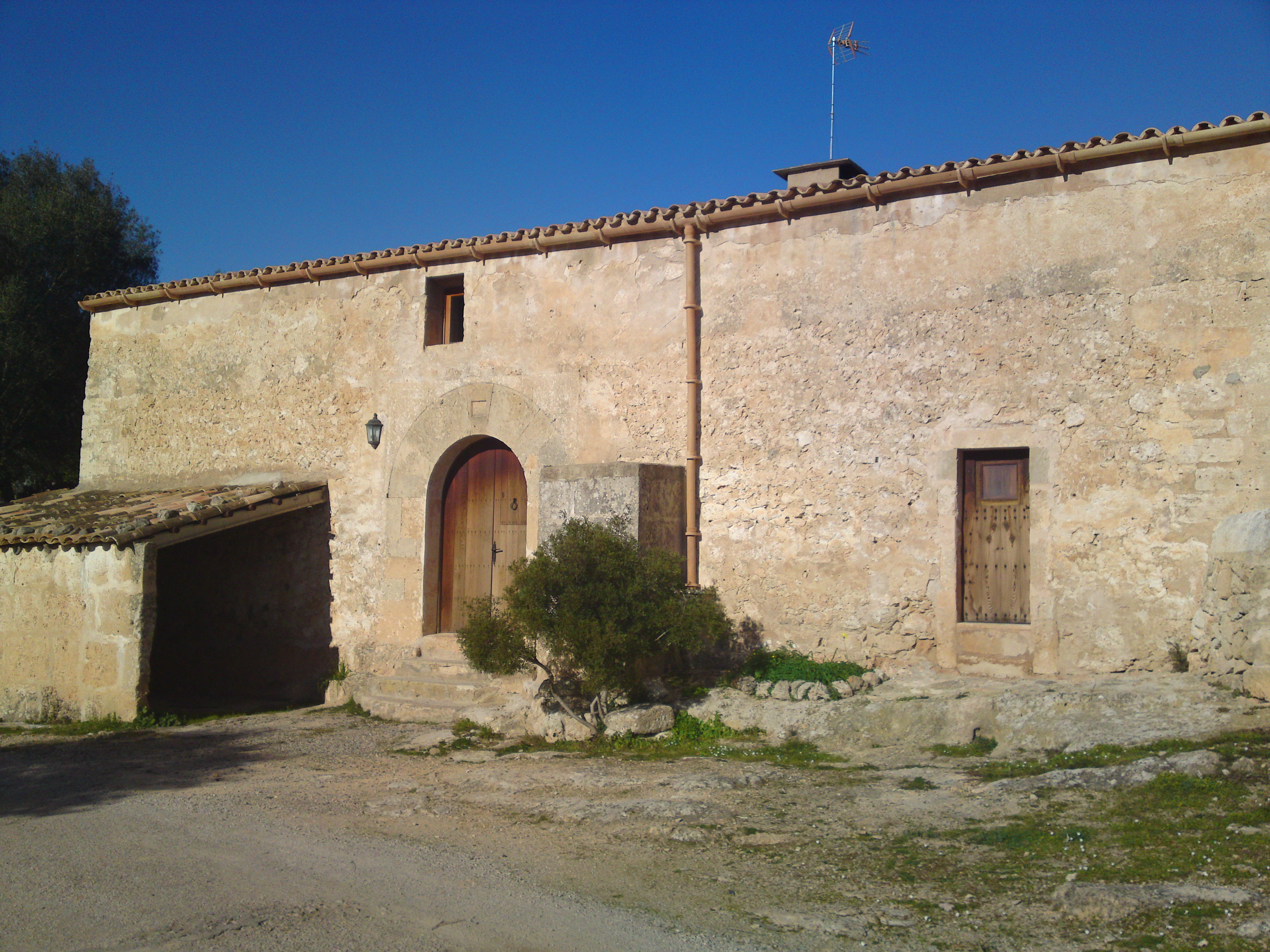
Can Gallot, a la vora de les cases de Punxuat

Aquesta antiga possessió degué ser un dels primers indrets d'Algaida que fou habitat, ja que hi ha indicis que així ho fan suposar. Just darrere les cases hi ha una cova prehistòrica i al costat de les de Can Gallot, veïnades de Punxuat, hi ha diverses sepultures excavades dins la roca, que daten probablement del Neolític (1 500 a 1 200 anys aC).
Destaca també l'albelló que travessa tota la vall de Punxuat en direcció a sa Cabana; no és altra cosa que una síquia que es va fer, originàriament, en temps dels àrabs, a la part més baixa dels camps de conradís, revestida de pedres grosses i reblida de terra, que serveix per recollir l'aigua de pluja i evitar els embassaments.